# 坦布林紹爾斯 (阿肯色州)
坦布林紹爾斯（英語：Tumbling Shoals）是位於美國阿肯色州克利本縣的一個人口普查指定地區。

## 地理
坦布林紹爾斯的座標為35°32′31″N 91°58′03″W / 35.54194°N 91.96750°W，而該地最高點為海拔高度220米（即722英尺）。

## 人口
根據2020年美國人口普查的數據，坦布林紹爾斯的面積為29.16平方千米，當中陸地面積為26.22平方千米，而水域面積為2.94平方千米。當地共有人口902人，而人口密度為每平方千米34人。